# 寿庵堰
寿庵堰（じゅあんぜき）は、岩手県胆沢川の上流部に設けられた円筒分水工を水源した堰である。この寿庵堰を水源とした寿庵堰用水（じゅあんぜきようすい）は胆沢平野を流れる農業用水である。
伊達政宗の家臣で福原（現岩手県奥州市水沢福原）の館主であったキリシタン後藤寿庵が灌漑目的に開削した用水である。後藤寿庵の偉業を称えてその名を付け寿庵堰と名付けられた。寿庵はラテン語でJohannes（ヨハネ）、日本で唯一のクリスチャンネームの用水堰である。
なお、用水を管理する胆沢平野土地改良区は後藤寿安、寿安堰用水、国土地理院地図も寿安堰と表記しているが、本項は「寿庵」で統一し表記する。
2006年（平成18年）に「胆沢平野」として、疎水百選に選定された。

## 概要
岩手県南西部を東流する胆沢平野を開拓するため、後藤寿庵が造った灌漑用水路。
1617年（元和3年）仙台藩の命で後藤寿庵が胆沢川から水を引き開拓した。しかし、江戸幕府のキリシタン禁制に触れ、後藤寿庵は工事半ばに福原の地を出奔した、胆沢川上流の金入道から大違までの1,700ｍ余りを開削して工事は中断された。後藤寿庵の追放後、関村（現・奥州市前沢）の肝煎・千田左馬父子と目呂木村（現・奥州市前沢）の遠藤大学が工事を引き継ぎ、1631年（寛永8年）に完成した。この水路は現在の寿庵上堰と呼ばれ、全長は20kmである。
その後、寿庵中堰、寿庵下堰も作られ、受益面積は約8600haにのぼる。
その後、補強、修理を重ね、現在も茂井羅 (しげいら) 堰、穴山堰と共に胆沢平野一帯の穀倉地帯を潤している。

## 円筒分水工
元は、寿庵堰と茂井羅堰は胆沢川から直接取水しており、取水口が近いため血を流す水争いが有った。両堰の農業用水を公平に配分するために円筒分水工が設けられた。石淵ダムの建設に伴い、この貯留水の有効利用のため実施された国営胆沢川農業水利事業（1951年（昭和21年）～1964年（昭和28年））の一環として1957年（昭和32年）度に施工した。
老朽化のため国営胆沢平野農業水利事業で1989年（平成元年）度～1995年（平成7年）度に改修され、農業用施設の円筒分水工としては日本一の規模である。

## 関係施置
- 胆沢ダム
- 円筒分水工
- 葦名堰
- 茂井羅堰
- 穴山堰